# Porpacithemis trithemoides
Porpacithemis trithemoides är en trollsländeart som beskrevs av Fraser 1958. Porpacithemis trithemoides ingår i släktet Porpacithemis och familjen segeltrollsländor. Inga underarter finns listade i Catalogue of Life.